# Nemiroff
Nemiroff («Немі́ров») est une marque ukrainienne de vodka et l'un des plus grands producteurs d'alcool au monde. Les produits sont vendus dans plus de 80 pays du monde. L'entreprise est l'un des trois leaders mondiaux de la fourniture de vodka aux magasins Duty Free. La marque représente 40 % des boissons à base de vodka exportées d'Ukraine. L'entreprise est le premier exportateur de toutes les boissons à base de vodka d'Ukraine et fait partie des 100 plus gros contribuables d'Ukraine.
En 2021, la production d'alcool de la marque a augmenté de 12 %.
Copropriétaires : Yakiv Finkelstein, Bella Finkelstein et Anatoly Kipish. Le directeur général est Yurii Sorochynskyi.
Depuis novembre 2018, la marque est sponsor officiel de l'UFC. La production et la mise en bouteille ont lieu à l'usine de Nemyriv, dans la région de Vinnytsia.

## Histoire

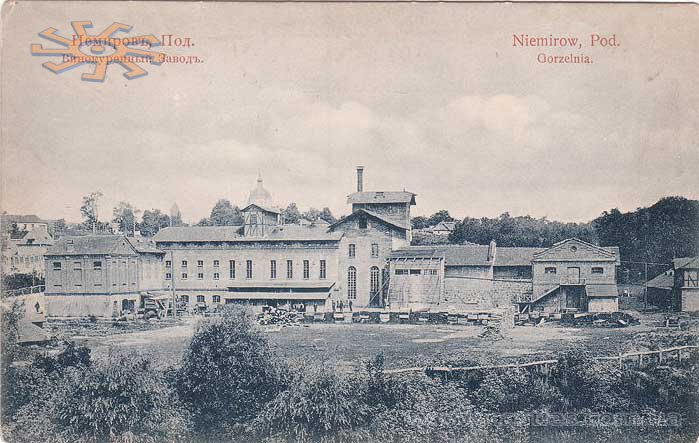
Nemyriv horilka

L'entreprise tire son nom de "Nemyriv horilka", dont la première mention écrite remonte à 1752.
En 1872, le comte Hryhoriy Stroganov a ouvert une distillerie à Nemyriv après la reconstruction, et sa fille, la princesse Maria Shcherbatova, a poursuivi l'entreprise. Elle a embauché l'architecte tchèque Jiří Stibral, qui a conçu de nombreux bâtiments dans la ville, dont une nouvelle distillerie. Sous la direction de Maria Shcherbatova, la distillerie a atteint des volumes de production record à cette époque - plus de 5 000 bouteilles d'un demi-litre par jour. La distillerie de Nemyriv a été la première à fabriquer de l'alcool à partir de céréales, au lieu de pommes de terre crues. Les produits étaient activement exportés.
En 1920, la production est nationalisée par les bolcheviks.

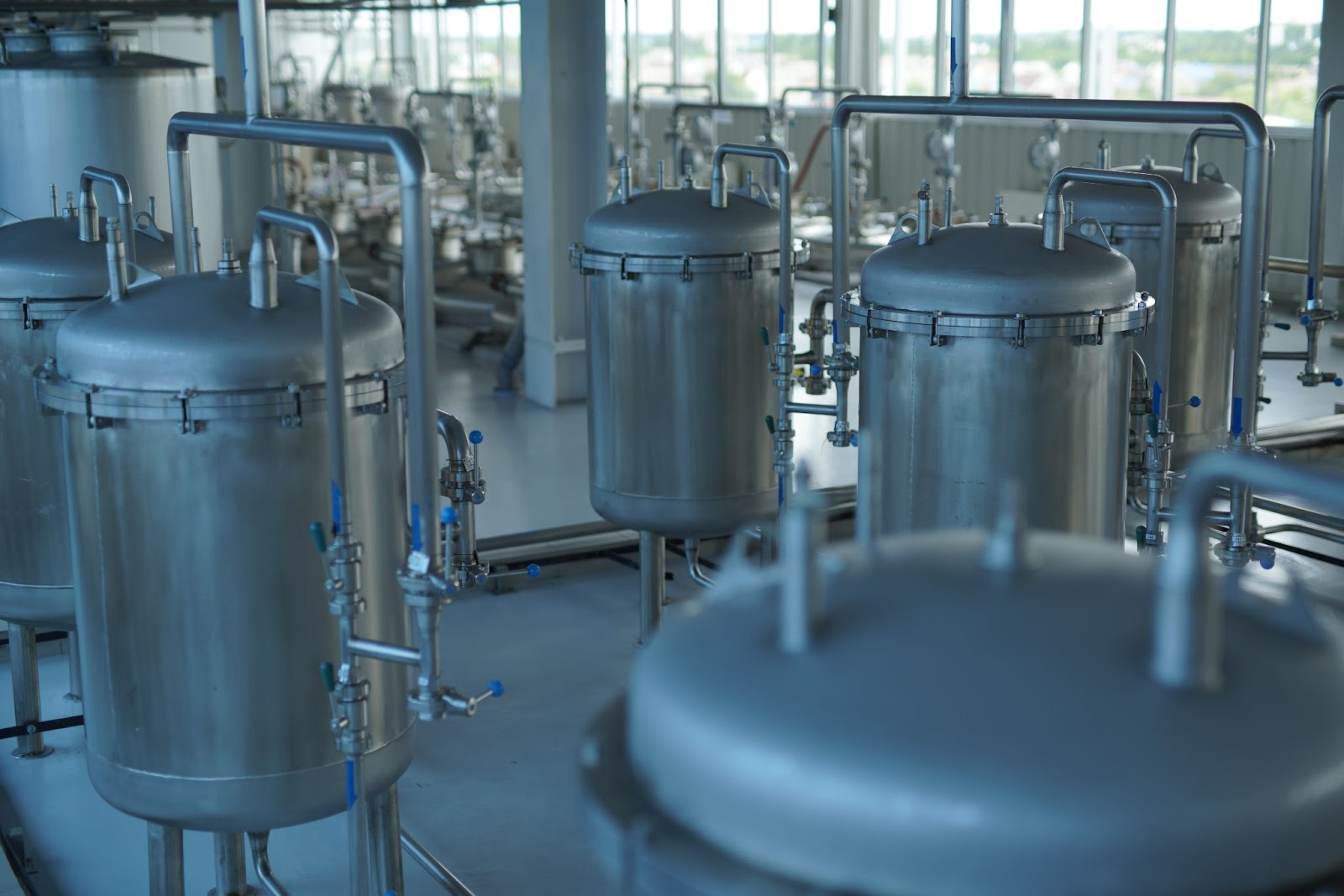
Production moderne

En 1992, la production de vodka a repris à Nemyriv et la marque Nemiroff a été enregistrée. En 1994, l'exportation des produits a commencé.
En 1997, des lignes de production allemandes Krones ont été installées. La capacité de production a atteint 50 000 bouteilles par mois.
En 1998, Nemiroff a lancé la vodka "Nemiroff au miel ukrainien avec du poivre", qui a gagné en popularité en Ukraine et dans le monde. Ils ont commencé à être utilisés comme souvenir symbolique d'Ukraine.
Depuis 2000, la marque a commencé à parrainer des matchs mondiaux de boxe professionnelle.
En 2002, la marque a été intégrée au Club mondial des millionnaires, dont les ventes dépassent le million de caisses (boîtes de 9 litres). La même année, la société a introduit la protection des produits laser pour lutter contre la contrefaçon.
En 2005, la société est devenue membre de L'Association internationale des barmen (IBA) et a présenté la nouvelle vodka "ukrainienne spéciale au bouleau". La même année, Nemiroff est devenu un sponsor de l'Eurovision.
En 2009, l'entreprise a lancé le projet "Planète verte" pour mettre en place une gestion électronique des documents et économiser les ressources, ce qui a permis d'économiser 7 tonnes de papier chaque année.
En 2016, la production a été modernisée conformément aux certificats ISO 9001, ISO 22000, ISO 14024.
En 2020, Nemiroff a entamé une coopération avec le groupe Proximo et a commencé à importer les produits Jose Cuervo, Bushmills, Kraken et Sexton en Ukraine.
En 2020, Coca-Cola est devenu le distributeur de la vodka Nemiroff en Pologne, Italie, Autriche et Arménie; à partir de 2021 — en Lettonie, Lituanie, Estonie, République Tchèque, Slovaquie et la Moldavie.
En 2020, Nemiroff a acquis la distillerie Nemyriv auprès du le Fonds des biens de l'État d'Ukraine. Le 9 mars 2021, la société a achevé l'étape juridique de la privatisation, en recevant une licence pour la production d'alcool du Service des impôts de l'État d'Ukraine.

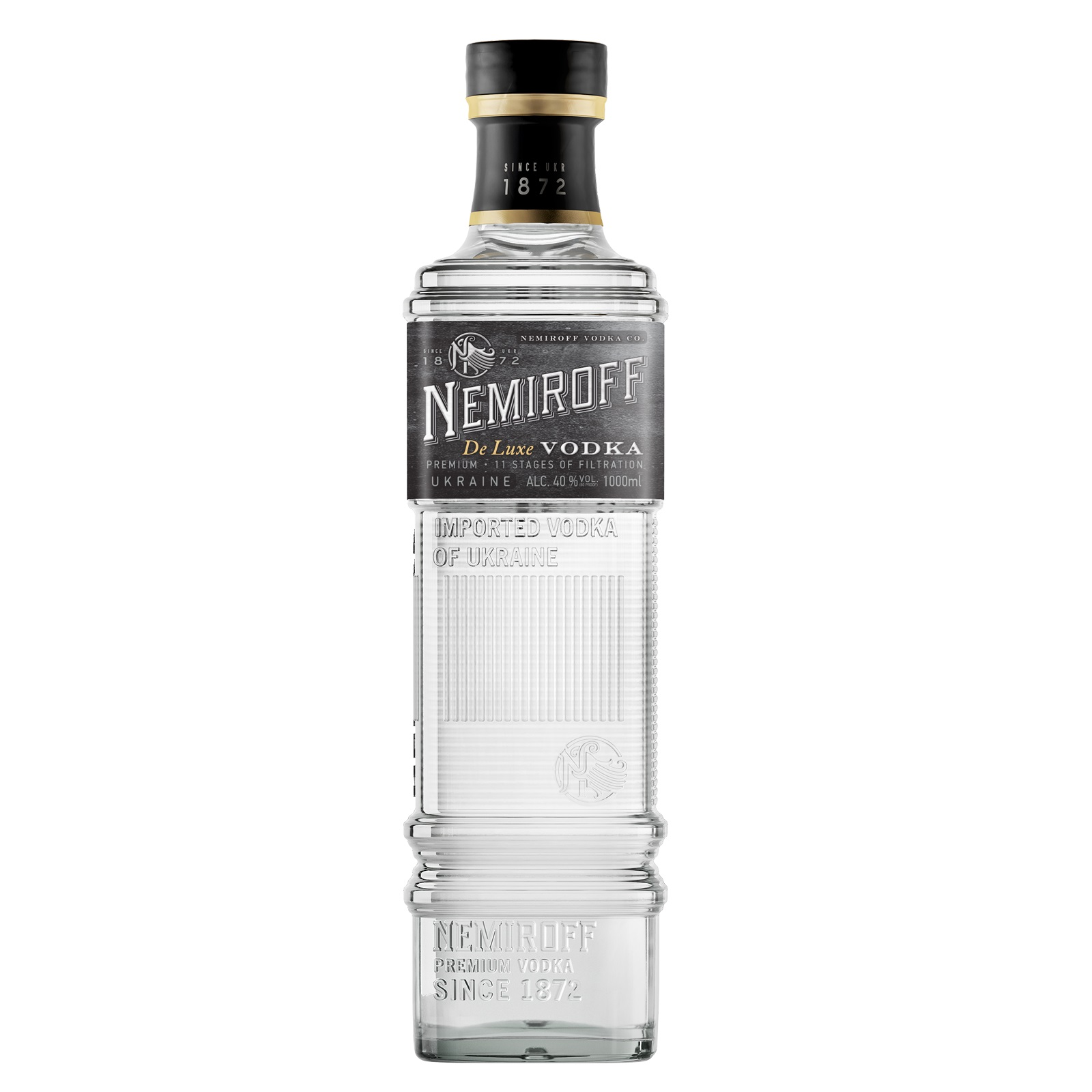
Nemiroff De Luxe

En 2021, Nemiroff est entré sur le marché britannique, Oak & Still est devenu le distributeur officiel de ses produits. Nemiroff s'est associé à Bloodstock, le plus grand festival de heavy metal indépendant en plein air du Royaume-Uni, pour célébrer l'expansion nationale de la marque. 2021, Nemiroff est devenu un partenaire officiel de Spacebit dans la mission lunaire 2022. La mission a été développée en partenariat avec United Launch Alliance et Astrobotic Technology.
Le 1er mars 2022, la société a annoncé qu'elle avait révoqué sa licence de production de vodka en Russie et en Biélorussie en raison de l'invasion à grande échelle de l'Ukraine par la fédération de Russie.
À partir d'avril 2022, Nemiroff a commencé à fournir des produits aux Bahamas. Caribbean Wines and Spirits est devenu le distributeur.
En juin 2022, Nemiroff est devenu partenaire des bars britanniques Gloucester Rugby.
En septembre 2022, la société a signé un accord de distribution avec l'importateur de spiritueux Disaronno International.
En 2024, Nemiroff a été nommé champion de la marque de vodka 2024 lors de la compétition The Spirits Masters.

## Produits

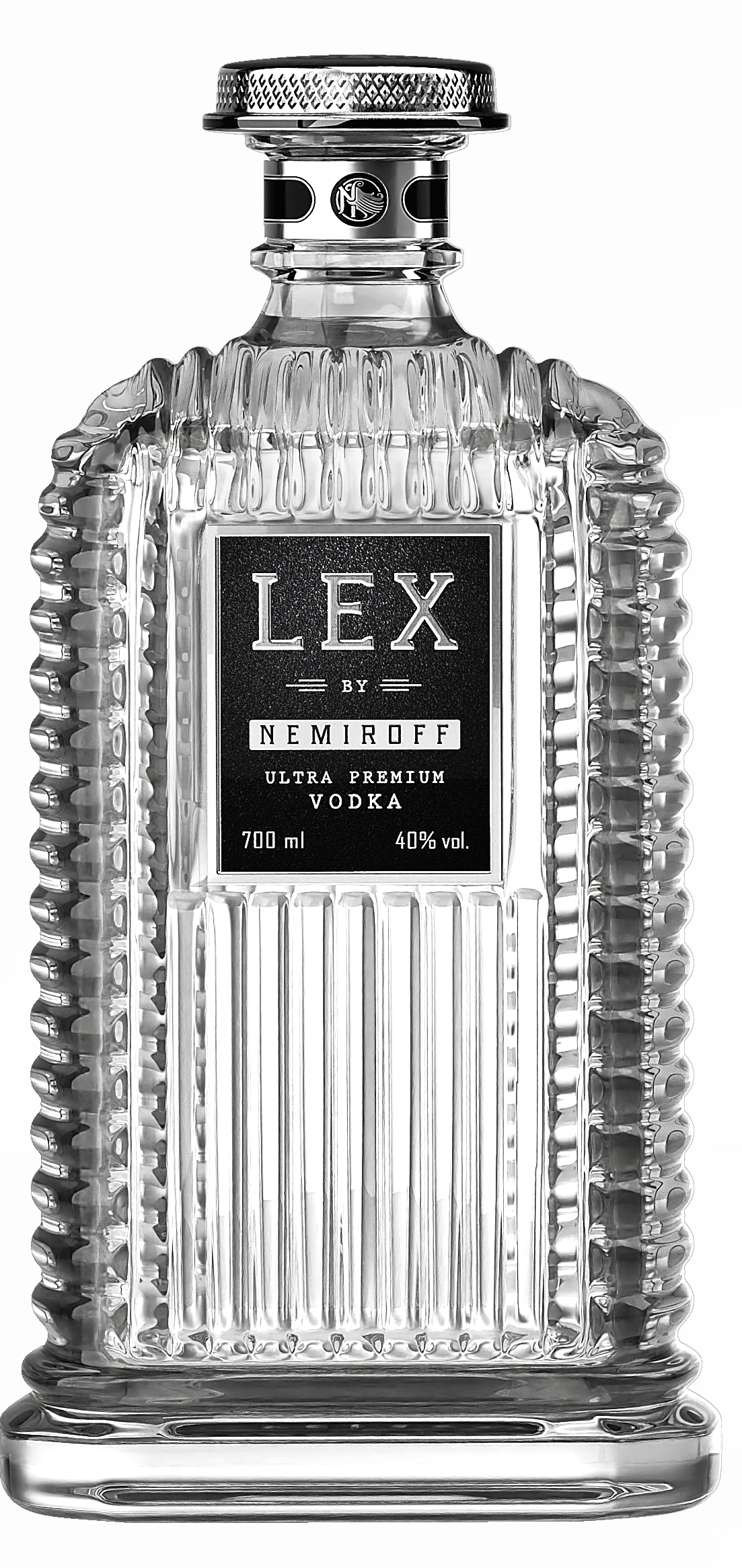
LEX by Nemiroff

La gamme Nemiroff comprend plus de 60 types de produits classiques et aromatisés dans différentes catégories de prix, parmi lesquels les plus populaires sont le "Nemiroff au miel ukrainien avec du poivre" et le "LEX".
En 2018, la société a mis à jour le design de la gamme de produits haut de gamme Nemiroff De Luxe et De Luxe Honey & Pepper,.
En 2019, la société a lancé la gamme d'arômes Nemiroff The Inked Collection.
En 2022, les lignes limitées Nemiroff Spécial et Nemiroff Premium De Luxe ont été lancées. 100 % des bénéfices de leur vente vont au traitement et à la réhabilitation des Ukrainiens militaires et civils qui ont souffert à la suite de l'invasion à grande échelle de la fédération de Russie.
En septembre 2023, Nemiroff lance « LEX by Nemiroff », une vodka ultra-premium élaborée à partir de blé de la région de Podilia, filtrée à travers 13 étapes, dont l'argent, le platine et l'ambre.
En septembre 2024, Nemiroff a annoncé la relance de sa vodka De Luxe RESERVE lors de l'exposition mondiale TFWA à Cannes. Cette vodka haut de gamme subit un processus de filtration en 11 étapes et incorpore un contact avec du bois de chêne.

## Partenariats mondiaux
Depuis novembre 2018, la société est sponsor officiel de l'UFC.
En 2021, Nemiroff a présenté une ligne limitée "MOON EDITION" dédiée à l'espace. La vodka en édition limitée a été produite avec une 12-e étape de filtration supplémentaire ajoutée en l'honneur des 12 pionniers qui ont visité la lune.
En novembre 2024, Nemiroff devient le partenaire officiel de la vodka du Aston Villa Football Club de la Premier League anglaise. Dans le même temps, la marque annonce un partenariat pluriannuel avec le West Ham United Football Club, devenant ainsi le partenaire officiel de la vodka du club. Nemiroff signe également un partenariat pluriannuel avec le Everton Football Club. Le 28 novembre, le Fulham Football Club s'associe à Nemiroff, une marque mondiale de vodka, en tant que premier partenaire officiel de la vodka.

## Activité sociale
L'entreprise développe des projets dans le domaine du sport et de la culture, finance des festivals de musique et de cinéma.
En 2005, Nemiroff est devenu un sponsor de l'Eurovision. En 2006, il finance la Nemiroff Yalta Rally European Cup.
En 2009, l'entreprise a créé le projet "Planète verte" pour mettre en place une gestion électronique des documents et économiser les ressources, ce qui a permis d'économiser 7 tonnes de papier par an. La même année, la marque devient sponsor du pavillon ukrainien de la 53e Biennale de Venise.
En général, en 2010-2011, la société a dépensé 19 millions d'UAH pour financer des projets sociaux.
En 2014, l'entreprise a mis en place le tri et l'envoi des ordures au recyclage.
À l'automne 2022, Nemiroff a remis du matériel et des médicaments de rééducation aux institutions médicales de la région de Vinnytsia. Au total, il est prévu de transférer une aide d'un montant de 10 millions d'UAH.